# Высокочастотный трейдинг
Высокочастотный трейдинг Высокочастотный трейдинг, или ВЧТ, или HFT (англ. high-frequency trading, HFT) — компьютерные стратегии на финансовых рынках, позволяющие совершать сделки с ценными бумагами за доли секунды.  В 2009 году высокочастотная торговля оценивалась в 60-73 % от всего объема сделок на рынках США, в 2012 году эта доля упала примерно до 50 %.

## Характеристика
Высокочастотные трейдеры открывают и закрывают краткосрочные позиции с большими объемами с целью получения небольшой прибыли (иногда на уровне долей цента за акцию) на каждой сделке. Компании, занимающиеся HFT, не требуют слишком большого объема капитала, не аккумулируют позиции и не удерживают портфели в течение ночи. В результате, потенциальный коэффициент Шарпа для высокочастотной торговли (мера риска и вознаграждения) в десятки раз выше, чем для традиционных стратегий типа Buy and hold. Обычно HFT-трейдеры конкурируют лишь друг с другом, но не с долгосрочными инвесторами. HFT-компании имеют низкую доходность каждой сделки, но торгуют в больших объемах, совершая миллионы операций. Одним из стимулов развития технологий высокочастотной торговли стало развитие стратегии front running, при которой различные задержки в передаче приказов на совершение сделок дают преимущество тому, кто имеет более ранний доступ к информации (например, использует каналы связи с меньшей задержкой).

## Технологические решения
Высокочастотная торговля имеет преимущество за счет прямого доступа к торгам и размещения оборудования в том же дата-центре, где размещается торговая система биржи. Наиболее распространенным решением является протокол FIX/FAST. FIX-протокол поддерживается большинством электронных площадок мира. Для получения минимальной задержки используются языки программирования, такие как C++, C#, Java и т.д.
Некоторые компании используют решения, основанные на специализированных аппаратных комплексах. Такие решения основываются на FPGA.
На срочном рынке Московской биржи используются проприетарные протоколы Plaza CGate, TWIME. Протокол TWIME появился в 2016 году, но пока не является основной заменой для CGate.

## История
Высокочастотная торговля вероятно началась в конце 1990-х, после того как Комиссия по ценным бумагам и биржам США (SEC) разрешила работу электронных торговых площадок в 1998 году. В начале высокочастотные сделки проводились на отрезке времени в несколько секунд, но к 2010 это время уменьшилось до миллисекунд, а иногда сотен и десятков микросекунд. Информация о высокочастотной торговле редко появлялась вне финансового сектора вплоть до конца 2000-х. Одна из первых статей, привлекших общественное внимание к такой торговле, была опубликована в июле 2009 года газетой New York Times.
Несмотря на множество предложений как в Европе, так и в США, лишь немногие страны ввели законодательные ограничения на высокочастотную торговлю. Одной из первых стала Италия, которая 2 сентября 2013 года ввела налог, направленный против высокочастотных торговцев: с транзакций, длившихся менее половины секунды, стал взиматься сбор в размере 0,02%.
В начале 2000-х высокочастотная торговля создавала менее 10% операций на рынках, однако их доля со временем увеличивалась. По данным NYSE, объёмы торговли увеличились в 2,6 раза за период с 2005 по 2009, и часть роста обеспечивалась высокочастотными трейдерами.
Крупнейшие высокочастотные трейдеры США: Chicago Trading, Virtu Financial, Timber Hill, ATD, GETCO, Tradebot, Citadel LLC. Вероятно, крупные банки и другие финансовые компании также занимаются высокочастотными торгами в дополнение к традиционным торгам.
По мере широкого внедрения стратегий высокочастотной торговли становится все сложнее получать с их помощью прибыль. По оценке Frederi Viens (Purdue University) прибыли от всех HFT торговли в США упали с 5 миллиардов долларов в 2009 до 1,25 миллиардов в 2012.

## Виды стратегий
Существует несколько стратегий, согласно которым действуют высокочастотные трейдеры:
- Электронный Маркетмейкер, предоставление ликвидности (Electronic market making, Electronic Liquidity Provision), трейдер предоставляющий ликвидность и получающий прибыль за счет спреда (разницы между ценами покупки и продажи)[24][25]. Дополнительно за предоставление ликвидности, повышающее качество и привлекательность торговой площадки, трейдеры могут получать платежи от бирж или ECN, либо экономить на транзакционных платежах за счет скидок[23].
- Статистический арбитраж (statistical arbitrage), при котором трейдер пытается выявить корреляции между разными ценными бумагами и извлечь выгоду из дисбалансов между ними. Арбитраж может производиться между биржами разных стран, биржами одной страны, между различными формами торгуемого индекса (например, арбитраж между ценной бумагой и производным инструментом от неё)[23][24][25].
- Обнаружение ликвидности (liquidity detection), при котором высокочастотные трейдеры пытаются обнаружить большие заявки или скрытые заявки, в том числе от автоматизированных систем, постоянно посылая на рынок небольшие заявки, и отслеживая время их выполнения[23][24].
- Арбитраж задержек (latency arbitrage), при котором высокочастотный трейдер получает преимущество за счет более раннего доступа к рыночной информации, например, используя прямое подключение к торговой площадке, размещение серверов вблизи бирж. Данная стратегия применяется в США, где большинство участников рынка зависит от общенациональной системы NBBO[англ.], а HFT-трейдеры получают рыночную информацию несколько быстрее[23][26].

## Критика
Большое количество исследователей утверждает, что HFT и электронная торговля создают новые сложности для финансовых систем. Алгоритмическая и высокочастотная торговля сыграли значительную роль в моментальном (длительностью менее 5 минут) обвале рынков 6 мая 2010 года (2010 Flash Crash), когда высокочастотные поставщики ликвидности резко остановили операции. В нескольких европейских странах предлагалось ввести значительные ограничения или даже полный запрет на высокоскоростную торговлю из-за опасений по поводу волатильности. Также существуют мнения, что HFT-компании отнимают часть прибыли у инвесторов, когда инвестиционные фонды типа Index Fund проводят перебалансировку своих портфелей. Многие финансовые аналитики и исследователи отмечают, что HFT и автоматизированная торговля улучшают ликвидность рынков и снижают затраты на торги.